# Serer (Sprache)
Serer (auch Serer-Sine) ist eine atlantische Sprache, die von der Volksgruppe Serer in Senegal und Gambia gesprochen wird.
Die Sprache ist im Westen Senegals und in den Tälern der Flüsse Saloum und Sine sowie im Nordwesten Gambias verbreitet. Sie wird von etwa 1,2 Millionen Menschen gesprochen, davon leben etwa 30.000 in Gambia.
Serer ist neben Diola, Wolof, Mandinka, Soninke und Fulfulde eine der sechs Nationalsprachen Senegals.
Andere Sprachen, die auch als Serer bezeichnet werden (z. B. Serer-Noon, Serer-Safen) sind keine Dialekte, sondern gehören zu den Cangin-Sprachen.

## Phonologie
|                       | Labial | Labial | Alveolar | Alveolar | Palatal | Palatal | Velar | Velar | Uvular | Uvular | Glottal | Glottal |
| --------------------- | ------ | ------ | -------- | -------- | ------- | ------- | ----- | ----- | ------ | ------ | ------- | ------- |
| Nasal                 |        | m      |          | n        |         | ɲ       |       | ŋ     |        |        |         |         |
| Plosiv                | p      | b ᵐb   | t        | d ⁿd     | c       | ɟ ᶮɟ    | k     | g ᵑɡ  | q      | ᶰɢ     | ʔ       |         |
| Implosiv              | ɓ̥      | ɓ      | ɗ̥        | ɗ        | ʄ̊       | ʄ       |       |       |        |        |         |         |
| Frikativ              | f      |        | s        |          |         |         | x     |       |        |        | h       |         |
| Approximant (Lateral) |        |        |          |          |         | j       |       | w     |        |        |         |         |
| Approximant (Lateral) |        |        | l        |          |         |         |       |       |        |        |         |         |
| Flap                  |        |        |          | ɾ        |         |         |       |       |        |        |         |         |